# Hohe Synagoge (Krakau)

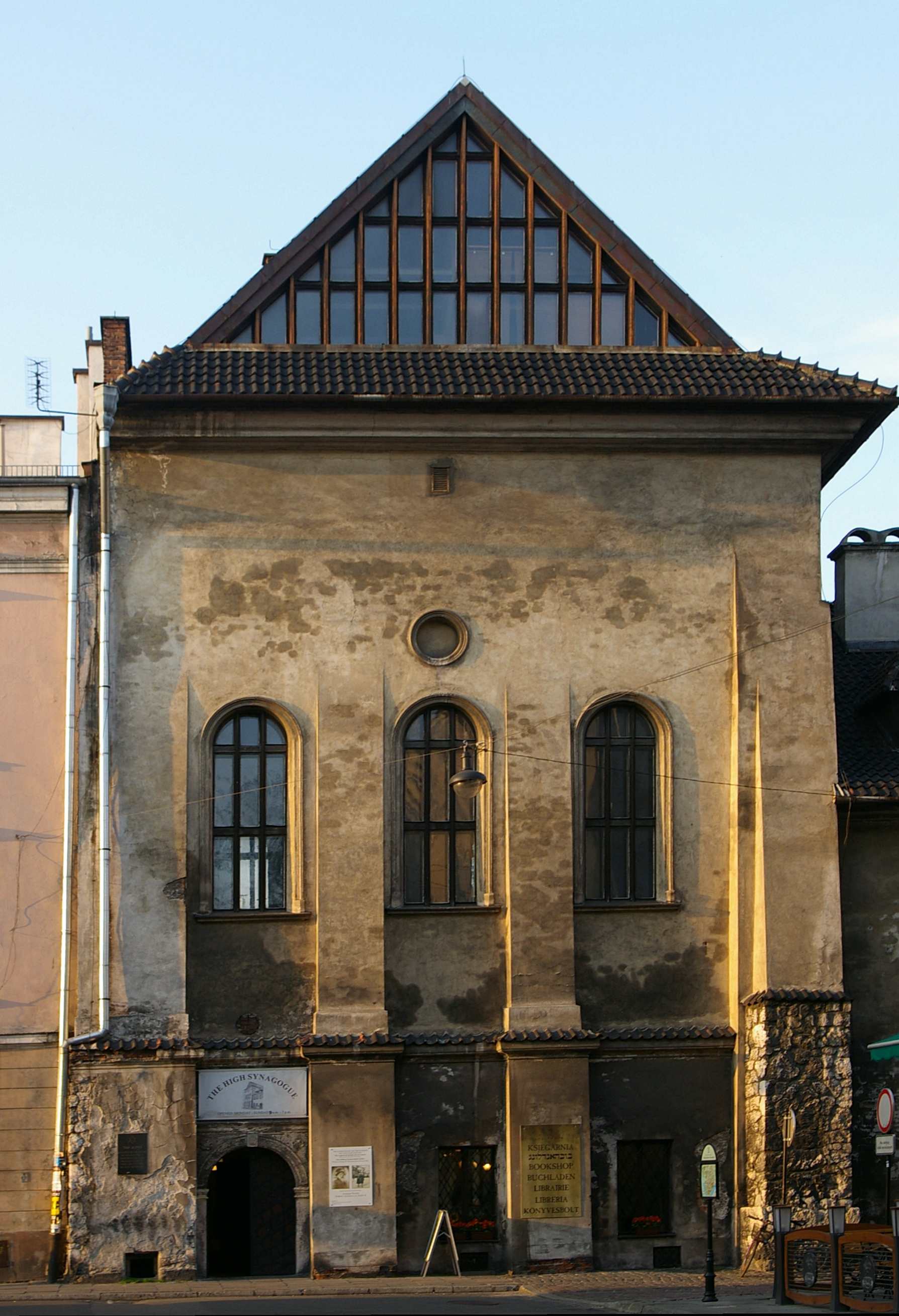
Hohe Synagoge

Die Hohe Synagoge (Synagoga Wysoka, jiddisch הויכע שול Hojche Schul) ist eine profanierte Synagoge im Krakauer Stadtteil Kazimierz in der ulica Jozefa 38. Sie ist in ihrer Form einmalig in Polen.

## Geschichte
1556 bat ein Kaufmann Israel um die Erlaubnis, eine Synagoge bauen zu dürfen. Bis 1563 wurde diese fertiggestellt.
Die Hohe Synagoge wurde zweigeschossig errichtet. Der Gebetsraum befand sich in der oberen Etage, ebenerdig gab es wahrscheinlich Verkaufsstände. Diese Bauweise ist in Polen einmalig. Sie kam wahrscheinlich aus Italien.
Das Gebäude wurde nach Bränden mehrere Male umgebaut. 1939 wurde die Synagoge geschlossen.
Von 1969 bis 1972 fanden umfangreiche Restaurierungsarbeiten statt. 1997 wurde das Gebäude der jüdischen Gemeinde Krakau zurückgegeben. Seit 2005 wird es für Ausstellungen und Konzerte genutzt. Die ehemalige Synagoge kann besichtigt werden.